# Plagiolepis xene
Plagiolepis xene é uma espécie de formiga do gênero Plagiolepis, pertencente à subfamília Formicinae.

## Descrição
É uma formiga parasita sem obreiras, que vive nos formigueiros da espécie Plagiolepis pygmaea'.